# Seznam ocenění a nominací filmu Irčan
Toto je seznam ocenění a nominací filmu Irčan z roku 2019 režiséra Martina Scorsese. Hrají v něm například Robert De Niro, Al Pacino, Joe Pesci, Bobby Cannavale, Harvey Keitel a Ray Romano. Scénář napsal režisérův dlouholetý spolupracovník Steven Zaillian podle knihy Irčan aneb Tak vy malujete kvartýry
National Board of Review a Americký filmový institut vybralo film do svého žebříčku nejlepších deseti filmů roku 2019. Získal deset nominací na Filmovou cenu Britské akademie, pět nominací na Zlatý glóbus a deset nominací na Oscara.

## Ocenění a nominace
| Ocenění                                              | Datum ceremoniálu  | Kategorie                                        | Nominovaný                                                                    | Výsledek  |
| ---------------------------------------------------- | ------------------ | ------------------------------------------------ | ----------------------------------------------------------------------------- | --------- |
| AACTA International Awards                           | 3. ledna 2020      | nejlepší film                                    |                                                                               | nominace  |
| AACTA International Awards                           | 3. ledna 2020      | nejlepší režie                                   | Martin Scorsese                                                               | nominace  |
| AACTA International Awards                           | 3. ledna 2020      | nejlepší scénář                                  | Steven Zaillian                                                               | nominace  |
| AACTA International Awards                           | 3. ledna 2020      | nejlepší mužský herecký výkon v hlavní roli      | Robert De Niro                                                                | nominace  |
| AACTA International Awards                           | 3. ledna 2020      | nejlepší mužský herecký výkon ve vedlejší roli   | Al Pacino                                                                     | nominace  |
| AACTA International Awards                           | 3. ledna 2020      | nejlepší mužský herecký výkon ve vedlejší roli   | Joe Pesci                                                                     | nominace  |
| AARP's Movies for Grownups Awards                    | 11. ledna 2020     | nejlepší film                                    |                                                                               | vítězství |
| AARP's Movies for Grownups Awards                    | 11. ledna 2020     | nejlepší mužský herecký výkon v hlavní roli      | Robert De Niro                                                                | nominace  |
| AARP's Movies for Grownups Awards                    | 11. ledna 2020     | nejlepší mužský herecký výkon ve vedlejší roli   | Al Pacino                                                                     | nominace  |
| AARP's Movies for Grownups Awards                    | 11. ledna 2020     | nejlepší režie                                   | Martin Scorsese                                                               | vítězství |
| AARP's Movies for Grownups Awards                    | 11. ledna 2020     | nejlepší scénář                                  | Steven Zaillian                                                               | nominace  |
| AARP's Movies for Grownups Awards                    | 11. ledna 2020     | Volba čtenářů                                    | The Irishman                                                                  | nominace  |
| Oscar                                                | 9. února 2020      | nejlepší film                                    |                                                                               | nominace  |
| Oscar                                                | 9. února 2020      | nejlepší režie                                   | Martin Scorsese                                                               | nominace  |
| Oscar                                                | 9. února 2020      | nejlepší mužský herecký výkon ve vedlejší roli   | Al Pacino                                                                     | nominace  |
| Oscar                                                | 9. února 2020      | nejlepší mužský herecký výkon ve vedlejší roli   | Joe Pesci                                                                     | nominace  |
| Oscar                                                | 9. února 2020      | nejlepší adaptovaný scénář                       | Steven Zaillian                                                               | nominace  |
| Oscar                                                | 9. února 2020      | nejlepší výprava                                 | Bob Shaw a Regina Graves                                                      | nominace  |
| Oscar                                                | 9. února 2020      | nejlepší kamera                                  | Rodrigo Prieto                                                                | nominace  |
| Oscar                                                | 9. února 2020      | nejlepší kostýmy                                 | Sandy Powell a Christopher Peterson                                           | nominace  |
| Oscar                                                | 9. února 2020      | nejlepší střih                                   | Thelma Schoonmaker                                                            | nominace  |
| Oscar                                                | 9. února 2020      | nejlepší vizuální efekty                         | Pablo Helman, Leandro Estebecorena, Nelson Sepulveda-Fauser a Stephane Grabli | nominace  |
| African-American Film Critics Association Awards     | 10. prosince 2019  | nejlepších deset filmů roku 2019                 |                                                                               | 5. místo  |
| Alliance of Women Film Journalists Awards            | 10. ledna 2020     | nejlepší film                                    | nominace                                                                      |           |
| Alliance of Women Film Journalists Awards            | 10. ledna 2020     | nejlepší režie                                   | Martin Scorsese                                                               | nominace  |
| Alliance of Women Film Journalists Awards            | 10. ledna 2020     | nejlepší adaptovaný scénář                       | Steven Zaillian                                                               | nominace  |
| Alliance of Women Film Journalists Awards            | 10. ledna 2020     | nejlepší mužský herecký výkon ve vedlejší roli   | Al Pacino                                                                     | nominace  |
| Alliance of Women Film Journalists Awards            | 10. ledna 2020     | nejlepší mužský herecký výkon ve vedlejší roli   | Joe Pesci                                                                     | nominace  |
| Alliance of Women Film Journalists Awards            | 10. ledna 2020     | nejlepší casting                                 | Ellen Lewis                                                                   | nominace  |
| Alliance of Women Film Journalists Awards            | 10. ledna 2020     | nejlepší střih                                   | Thelma Schoonmaker                                                            | vítězství |
| American Cinema Editors Awards                       | 17. ledna 2020     | nejlepší střih (film – drama)                    | Thelma Schoonmaker                                                            | nominace  |
| Americký filmový institut                            | 3. ledna 2020      | nejlepší deset filmů roku 2019                   |                                                                               | vítězství |
| American Society of Cinematographers Awards          | 25. ledna 2020     | nejlepší kamera (film)                           | Rodrigo Prieto                                                                | nominace  |
| Art Directors Guild Awards                           | 1. února 2020      | nejlepší výprava (periodický film)               | Bob Shaw a Regina Graves                                                      | nominace  |
| Austin Film Critics Association Awards               | 6. ledna 2020      | nejlepší film                                    |                                                                               | nominace  |
| Austin Film Critics Association Awards               | 6. ledna 2020      | nejlepší režie                                   | Martin Scorsese                                                               | nominace  |
| Austin Film Critics Association Awards               | 6. ledna 2020      | nejlepší mužský herecký výkon ve vedlejší roli   | Al Pacino                                                                     | nominace  |
| Austin Film Critics Association Awards               | 6. ledna 2020      | nejlepší mužský herecký výkon ve vedlejší roli   | Joe Pesci                                                                     | nominace  |
| Austin Film Critics Association Awards               | 6. ledna 2020      | nejlepší adaptovaný scénář                       | Steven Zaillian                                                               | nominace  |
| Austin Film Critics Association Awards               | 6. ledna 2020      | nejlepší obsazení                                |                                                                               | nominace  |
| Austin Film Critics Association Awards               | 6. ledna 2020      | nejlepší střih                                   | Thelma Schoonmaker                                                            | nominace  |
| Boston Society of Film Critics Awards                | 15. prosince 2019  | nejlepší mužský herecký výkon ve vedlejší roli   | Joe Pesci                                                                     | 2. místo  |
| Boston Society of Film Critics Awards                | 15. prosince 2019  | nejlepší střih                                   | Thelma Schoonmaker                                                            | vítězství |
| Filmová cena Britské akademie                        | 2. února 2020      | nejlepší film                                    |                                                                               | nominace  |
| Filmová cena Britské akademie                        | 2. února 2020      | nejlepší režie                                   | Martin Scorsese                                                               | nominace  |
| Filmová cena Britské akademie                        | 2. února 2020      | nejlepší adaptovaný scénář                       | Steven Zaillian                                                               | nominace  |
| Filmová cena Britské akademie                        | 2. února 2020      | nejlepší mužský herecký výkon ve vedlejší roli   | Al Pacino                                                                     | nominace  |
| Filmová cena Britské akademie                        | 2. února 2020      | nejlepší mužský herecký výkon ve vedlejší roli   | Joe Pesci                                                                     | nominace  |
| Filmová cena Britské akademie                        | 2. února 2020      | nejlepší kamera                                  | Rodrigo Prieto                                                                | nominace  |
| Filmová cena Britské akademie                        | 2. února 2020      | nejlepší střih                                   | Thelma Schoonmaker                                                            | nominace  |
| Filmová cena Britské akademie                        | 2. února 2020      | nejlepší výprava                                 | Bob Shaw a Regina Graves                                                      | nominace  |
| Filmová cena Britské akademie                        | 2. února 2020      | nejlepší kostýmy                                 | Christopher Peterson a Sandy Powell                                           | nominace  |
| Filmová cena Britské akademie                        | 2. února 2020      | nejlepší vizuální efekty                         | Leandro Estebecorena, Stephane Grabli, and Pablo Helman                       | nominace  |
| Camerimage                                           | 16. listopadu 2019 | Zlatý žabák (kamera)                             | Rodrigo Prieto                                                                | nominace  |
| Casting Society of America                           | 30. ledna 2020     | nejlepší casting (film – drama)                  | Ellen Lewis a Kate Sprance                                                    | nominace  |
| Chicago Film Critics Association Awards              | 14. prosince 2019  | nejlepší film                                    |                                                                               | nominace  |
| Chicago Film Critics Association Awards              | 14. prosince 2019  | nejlepší režie                                   | Martin Scorsese                                                               | nominace  |
| Chicago Film Critics Association Awards              | 14. prosince 2019  | nejlepší mužský herecký výkon v hlavní roli      | Robert De Niro                                                                | nominace  |
| Chicago Film Critics Association Awards              | 14. prosince 2019  | nejlepší mužský herecký výkon ve vedlejší roli   | Al Pacino                                                                     | nominace  |
| Chicago Film Critics Association Awards              | 14. prosince 2019  | nejlepší mužský herecký výkon ve vedlejší roli   | Joe Pesci                                                                     | nominace  |
| Chicago Film Critics Association Awards              | 14. prosince 2019  | nejlepší adaptovaný scénář                       | Steven Zaillian                                                               | nominace  |
| Chicago Film Critics Association Awards              | 14. prosince 2019  | nejlepší střih                                   | Thelma Schoonmaker                                                            | vítězství |
| Chicago Film Critics Association Awards              | 14. prosince 2019  | nejlepší vizuální efekty                         |                                                                               | nominace  |
| Mezinárodní filmový festival v Chicagu               | 25. října 2019     | Ocenění zakladatelů                              | Martin Scorsese                                                               | vítězství |
| Cinema Audio Society Awards                          | 25. ledna 2020     | nejlepší mix zvuku (film)                        | Tod Maitland, Tom Fleischman, Eugene Gearty, Mark DeSimone a George A. Lara   | nominace  |
| Critics' Choice Movie Awards                         | 12. ledna 2020     | nejlepší film                                    |                                                                               | nominace  |
| Critics' Choice Movie Awards                         | 12. ledna 2020     | nejlepší mužský herecký výkon v hlavní roli      | Robert De Niro                                                                | nominace  |
| Critics' Choice Movie Awards                         | 12. ledna 2020     | nejlepší mužský herecký výkon ve vedlejší roli   | Al Pacino                                                                     | nominace  |
| Critics' Choice Movie Awards                         | 12. ledna 2020     | nejlepší mužský herecký výkon ve vedlejší roli   | Joe Pesci                                                                     | nominace  |
| Critics' Choice Movie Awards                         | 12. ledna 2020     | nejlepší obsazení                                |                                                                               | vítězství |
| Critics' Choice Movie Awards                         | 12. ledna 2020     | nejlepší režie                                   | Martin Scorsese                                                               | nominace  |
| Critics' Choice Movie Awards                         | 12. ledna 2020     | nejlepší adaptovaný scénář                       | Steven Zaillian                                                               | nominace  |
| Critics' Choice Movie Awards                         | 12. ledna 2020     | nejlepší kamera                                  | Rodrigo Prieto                                                                | nominace  |
| Critics' Choice Movie Awards                         | 12. ledna 2020     | nejlepší výprava                                 | Bob Shaw a Regina Graves                                                      | nominace  |
| Critics' Choice Movie Awards                         | 12. ledna 2020     | nejlepší střih                                   | Thelma Schoonmaker                                                            | nominace  |
| Critics' Choice Movie Awards                         | 12. ledna 2020     | nejlepší kostýmy                                 | Sandy Powell a Christopher Peterson                                           | nominace  |
| Critics' Choice Movie Awards                         | 12. ledna 2020     | nejlepší masky                                   |                                                                               | nominace  |
| Critics' Choice Movie Awards                         | 12. ledna 2020     | nejlepší vizuální efekty                         | nominace                                                                      |           |
| Critics' Choice Movie Awards                         | 12. ledna 2020     | nejlepší skladatel                               | Robbie Robertson                                                              | nominace  |
| Dallas–Fort Worth Film Critics Association Awards    | 14. prosince 2019  | nejlepší film                                    |                                                                               | 4. místo  |
| Dallas–Fort Worth Film Critics Association Awards    | 14. prosince 2019  | nejlepší mužský herecký výkon v hlavní roli      | Robert De Niro                                                                | 5. místo  |
| Dallas–Fort Worth Film Critics Association Awards    | 14. prosince 2019  | nejlepší mužský herecký výkon ve vedlejší roli   | Al Pacino                                                                     | 4. místo  |
| Dallas–Fort Worth Film Critics Association Awards    | 14. prosince 2019  | nejlepší mužský herecký výkon ve vedlejší roli   | Joe Pesci                                                                     | 3. místo  |
| Dallas–Fort Worth Film Critics Association Awards    | 14. prosince 2019  | nejlepší režie                                   | Martin Scorsese                                                               | 3. místo  |
| Dallas–Fort Worth Film Critics Association Awards    | 14. prosince 2019  | nejlepší scénář                                  | Steven Zaillian                                                               | 2. místo  |
| Detroit Film Critics Society Awards                  | 9. prosince 2019   | nejlepší film                                    |                                                                               | nominace  |
| Detroit Film Critics Society Awards                  | 9. prosince 2019   | nejlepší režie                                   | Martin Scorsese                                                               | vítězství |
| Detroit Film Critics Society Awards                  | 9. prosince 2019   | nejlepší mužský herecký výkon v hlavní roli      | Robert De Niro                                                                | nominace  |
| Detroit Film Critics Society Awards                  | 9. prosince 2019   | nejlepší mužský herecký výkon ve vedlejší roli   | Joe Pesci                                                                     | vítězství |
| Detroit Film Critics Society Awards                  | 9. prosince 2019   | nejlepší ženský herecký výkon ve vedlejší roli   | Anna Paquin                                                                   | nominace  |
| Detroit Film Critics Society Awards                  | 9. prosince 2019   | nejlepší obsazení                                |                                                                               | nominace  |
| Detroit Film Critics Society Awards                  | 9. prosince 2019   | nejlepší scénář                                  | Steven Zaillian                                                               | nominace  |
| Directors Guild of America Award                     | 25. ledna 2020     | nejlepší režie (film)                            | Martin Scorsese                                                               | nominace  |
| Dorian Awards                                        | 8. ledna 2020      | nejlepší mužský herecký výkon ve vedlejší roli   | Al Pacino                                                                     | nominace  |
| Dorian Awards                                        | 8. ledna 2020      | nejlepší mužský herecký výkon ve vedlejší roli   | Joe Pesci                                                                     | nominace  |
| Florida Film Critics Circle Awards                   | 23. prosince 2019  | nejlepší film                                    |                                                                               | nominace  |
| Florida Film Critics Circle Awards                   | 23. prosince 2019  | nejlepší mužský herecký výkon ve vedlejší roli   | Joe Pesci                                                                     | vítězství |
| Florida Film Critics Circle Awards                   | 23. prosince 2019  | nejlepší obsazení                                |                                                                               | nominace  |
| Florida Film Critics Circle Awards                   | 23. prosince 2019  | nejlepší adaptovaný scénář                       | Steven Zaillian                                                               | 2. místo  |
| Georgia Film Critics Association Awards              | 10. ledna 2020     | nejlepší film                                    |                                                                               | nominace  |
| Georgia Film Critics Association Awards              | 10. ledna 2020     | nejlepší režie                                   | Martin Scorsese                                                               | nominace  |
| Georgia Film Critics Association Awards              | 10. ledna 2020     | nejlepší mužský herecký výkon ve vedlejší roli   | Al Pacino                                                                     | nominace  |
| Georgia Film Critics Association Awards              | 10. ledna 2020     | nejlepší mužský herecký výkon ve vedlejší roli   | Joe Pesci                                                                     | vítězství |
| Georgia Film Critics Association Awards              | 10. ledna 2020     | nejlepší adaptovaný scénář                       | Steven Zaillian                                                               | vítězství |
| Georgia Film Critics Association Awards              | 10. ledna 2020     | nejlepší obsazení                                |                                                                               | nominace  |
| Gold Derby Awards                                    | 4. února 2020      | nejlepší film                                    |                                                                               | nominace  |
| Gold Derby Awards                                    | 4. února 2020      | nejlepší režie                                   | Martin Scorsese                                                               | nominace  |
| Gold Derby Awards                                    | 4. února 2020      | nejlepší mužský herecký výkon ve vedlejší roli   | Al Pacino                                                                     | nominace  |
| Gold Derby Awards                                    | 4. února 2020      | nejlepší mužský herecký výkon ve vedlejší roli   | Joe Pesci                                                                     | nominace  |
| Gold Derby Awards                                    | 4. února 2020      | nejlepší adaptovaný scénář                       | Steven Zaillian                                                               | nominace  |
| Gold Derby Awards                                    | 4. února 2020      | nejlepší střih                                   | Thelma Schoonmaker                                                            | nominace  |
| Gold Derby Awards                                    | 4. února 2020      | nejlepší vizuální efekty                         | Pablo Helman, Leandro Estebecorena, Nelson Sepulveda-Fauser a Stephane Grabli | nominace  |
| Gold Derby Awards                                    | 4. února 2020      | nejlepší obsazení                                |                                                                               | nominace  |
| Zlatý glóbus                                         | 5. ledna 2020      | nejlepší film (drama)                            |                                                                               | nominace  |
| Zlatý glóbus                                         | 5. ledna 2020      | nejlepší mužský herecký výkon ve vedlejší roli   | Al Pacino                                                                     | nominace  |
| Zlatý glóbus                                         | 5. ledna 2020      | nejlepší mužský herecký výkon ve vedlejší roli   | Joe Pesci                                                                     | nominace  |
| Zlatý glóbus                                         | 5. ledna 2020      | nejlepší režie                                   | Martin Scorsese                                                               | nominace  |
| Zlatý glóbus                                         | 5. ledna 2020      | nejlepší scénář                                  | Steven Zaillian                                                               | nominace  |
| Golden Reel Awards                                   | 19. ledna 2020     | nejlepší střih zvuku (dialog, ADR)               | Philip Stockton, Eugene Gearty a Marissa Littfield                            | nominace  |
| Golden Tomato Awards                                 | 9. ledna 2020      | nejlépe hodnocený film – limitovaná              | The Irishman                                                                  | 2. místo  |
| Golden Tomato Awards                                 | 9. ledna 2020      | nejlépe hodnocené drama                          | The Irishman                                                                  | 2. místo  |
| Golden Trailer Awards                                | 29. prosince 2019  | nejlepší grafika                                 | "Shell", Netflix, Open Road                                                   | vítězství |
| Golden Trailer Awards                                | 29. prosince 2019  | nejlepší grafika - TV reklama (film)             | "Shell", Netflix, Open Road                                                   | nominace  |
| Hollywood Critics Association Awards                 | 9. ledna 2020      | nejlepší film                                    |                                                                               | nominace  |
| Hollywood Critics Association Awards                 | 9. ledna 2020      | nejlepší režie (muž)                             | Martin Scorsese                                                               | nominace  |
| Hollywood Critics Association Awards                 | 9. ledna 2020      | nejlepší mužský herecký výkon ve vedlejší roli   | Joe Pesci                                                                     | vítězství |
| Hollywood Critics Association Awards                 | 9. ledna 2020      | nejlepší adaptovaný scénář                       | Steven Zaillian                                                               | nominace  |
| Hollywood Critics Association Awards                 | 9. ledna 2020      | nejlepší obsazení                                |                                                                               | nominace  |
| Hollywood Critics Association Awards                 | 9. ledna 2020      | nejlepší animovaný nebo VFX výkon                | Robert De Niro                                                                | nominace  |
| Hollywood Critics Association Awards                 | 9. ledna 2020      | nejlepší střih                                   | Thelma Schoonmaker                                                            | nominace  |
| Hollywood Critics Association Awards                 | 9. ledna 2020      | nejlepší masky                                   | Nicki Ledermann, Sean Flanigan a Carla White                                  | nominace  |
| Hollywood Critics Association Awards                 | 9. ledna 2020      | nejlepší vizuální efekty                         | Pablo Helman, Leandro Estebecorena, Stephane Grabli a Nelson Sepulveda-Fauser | nominace  |
| Hollywood Film Awards                                | 3. listopadu 2019  | nejlepší mužský herecký výkon ve vedlejší roli   | Al Pacino                                                                     | vítězství |
| Hollywood Film Awards                                | 3. listopadu 2019  | nejlepší producent                               | Emma Tillinger Koskoff                                                        | vítězství |
| Hollywood Film Awards                                | 3. listopadu 2019  | nejlepší vizuální efekty                         | Pablo Helman                                                                  | vítězství |
| Houston Film Critics Society Awards                  | 2. ledna 2020      | nejlepší film                                    |                                                                               | nominace  |
| Houston Film Critics Society Awards                  | 2. ledna 2020      | nejlepší režie                                   | Martin Scorsese                                                               | nominace  |
| Houston Film Critics Society Awards                  | 2. ledna 2020      | nejlepší mužský herecký výkon ve vedlejší roli   | Al Pacino                                                                     | nominace  |
| Houston Film Critics Society Awards                  | 2. ledna 2020      | nejlepší mužský herecký výkon ve vedlejší roli   | Joe Pesci                                                                     | nominace  |
| Houston Film Critics Society Awards                  | 2. ledna 2020      | nejlepší kamera                                  | Rodrigo Prieto                                                                | nominace  |
| IGN Awards                                           | 20. prosince 2019  | nejlepší film                                    | The Irishman                                                                  | nominace  |
| IGN Awards                                           | 20. prosince 2019  | nejlepší film (drama)                            | The Irishman                                                                  | vítězství |
| IGN Awards                                           | 20. prosince 2019  | nejlepší film (drama) – cena publika             | The Irishman                                                                  | vítězství |
| IGN Awards                                           | 20. prosince 2019  | nejlepší režie                                   | Martin Scorsese                                                               | nominace  |
| IGN Awards                                           | 20. prosince 2019  | nejlepší herecký výkon ve vedlejší roli          | Joe Pesci                                                                     | nominace  |
| IndieWire Critics Poll                               | 16. prosince 2019  | nejlepší film                                    |                                                                               | 2. místo  |
| IndieWire Critics Poll                               | 16. prosince 2019  | nejlepší režie                                   | Martin Scorsese                                                               | 2. místo  |
| IndieWire Critics Poll                               | 16. prosince 2019  | nejlepší scénář                                  | Steven Zaillian                                                               | 4. místo  |
| IndieWire Critics Poll                               | 16. prosince 2019  | nejlepší mužský herecký výkon v hlavní roli      | Robert De Niro                                                                | 5. místo  |
| IndieWire Critics Poll                               | 16. prosince 2019  | nejlepší ženský herecký výkon ve vedlejší roli   | Anna Paquin                                                                   | 14. místo |
| IndieWire Critics Poll                               | 16. prosince 2019  | nejlepší mužský herecký výkon ve vedlejší roli   | Al Pacino                                                                     | 3. místo  |
| IndieWire Critics Poll                               | 16. prosince 2019  | nejlepší mužský herecký výkon ve vedlejší roli   | Joe Pesci                                                                     | vítězství |
| IndieWire Critics Poll                               | 16. prosince 2019  | nejlepší kamera                                  | Rodrigo Prieto                                                                | 6. místo  |
| London Film Critics Circle Awards                    | 30. ledna 2020     | nejlepší film                                    |                                                                               | nominace  |
| London Film Critics Circle Awards                    | 30. ledna 2020     | nejlepší režie                                   | Martin Scorsese                                                               | nominace  |
| London Film Critics Circle Awards                    | 30. ledna 2020     | nejlepší scénář                                  | Steven Zaillian                                                               | nominace  |
| London Film Critics Circle Awards                    | 30. ledna 2020     | nejlepší mužský herecký výkon v hlavní roli      | Robert De Niro                                                                | nominace  |
| London Film Critics Circle Awards                    | 30. ledna 2020     | nejlepší mužský herecký výkon ve vedlejší roli   | Al Pacino                                                                     | nominace  |
| London Film Critics Circle Awards                    | 30. ledna 2020     | nejlepší mužský herecký výkon ve vedlejší roli   | Joe Pesci                                                                     | vítězství |
| Los Angeles Film Critics Association Awards          | 8. prosince 2019   | nejlepší film                                    |                                                                               | 2. místo  |
| Los Angeles Film Critics Association Awards          | 8. prosince 2019   | nejlepší režie                                   | Martin Scorsese                                                               | 2. místo  |
| Los Angeles Film Critics Association Awards          | 8. prosince 2019   | nejlepší mužský herecký výkon ve vedlejší roli   | Joe Pesci                                                                     | 2. místo  |
| Make-Up Artists and Hair Stylists Guild Awards       | 11. ledna 2020     | nejlepší masky                                   | Mike Marino, Mike Fontaine a Carla White                                      | nominace  |
| National Board of Review Awards                      | 3. prosince 2019   | nejlepší film                                    |                                                                               | vítězství |
| National Board of Review Awards                      | 3. prosince 2019   | nejlepší adaptovaný scénář                       | Steven Zaillian                                                               | vítězství |
| National Board of Review Awards                      | 3. prosince 2019   | Ocenění Ikona                                    | Martin Scorsese, Robert De Niro a Al Pacino                                   | vítězství |
| National Society of Film Critics Awards              | 4. ledna 2020      | nejlepší režie                                   | Martin Scorsese                                                               | 3. místo  |
| National Society of Film Critics Awards              | 4. ledna 2020      | nejlepší mužský herecký výkon ve vedlejší roli   | Joe Pesci                                                                     | 2. místo  |
| New York Film Critics Circle Awards                  | 7. ledna 2020      | nejlepší film                                    |                                                                               | vítězství |
| New York Film Critics Circle Awards                  | 7. ledna 2020      | nejlepší mužský herecký výkon ve vedlejší roli   | Joe Pesci                                                                     | vítězství |
| New York Film Critics Online Awards                  | 7. prosince 2019   | nejlepší deset filmů roku 2019                   |                                                                               | vítězství |
| New York Film Critics Online Awards                  | 7. prosince 2019   | nejlepší mužský herecký výkon ve vedlejší roli   | Joe Pesci                                                                     | vítězství |
| Online Film Critics Society Awards                   | 6. ledna 2020      | nejlepší film                                    |                                                                               | 2. místo  |
| Online Film Critics Society Awards                   | 6. ledna 2020      | nejlepší režie                                   | Martin Scorsese                                                               | nominace  |
| Online Film Critics Society Awards                   | 6. ledna 2020      | nejlepší mužský herecký výkon v hlavní roli      | Robert De Niro                                                                | nominace  |
| Online Film Critics Society Awards                   | 6. ledna 2020      | nejlepší mužský herecký výkon ve vedlejší roli   | Al Pacino                                                                     | nominace  |
| Online Film Critics Society Awards                   | 6. ledna 2020      | nejlepší mužský herecký výkon ve vedlejší roli   | Joe Pesci                                                                     | nominace  |
| Online Film Critics Society Awards                   | 6. ledna 2020      | nejlepší adaptovaný scénář                       | Steven Zaillian                                                               | nominace  |
| Online Film Critics Society Awards                   | 6. ledna 2020      | nejlepší střih                                   | Thelma Schoonmaker                                                            | nominace  |
| Online Film Critics Society Awards                   | 6. ledna 2020      | nejlepší kamera                                  | Rodrigo Prieto                                                                | nominace  |
| Producers Guild of America Award                     | 18. ledna 2020     | nejlepší producent (film)                        |                                                                               | nominace  |
| San Diego Film Critics Society Awards                | 9. prosince 2019   | nejlepší film                                    |                                                                               | vítězství |
| San Diego Film Critics Society Awards                | 9. prosince 2019   | nejlepší režie                                   | Martin Scorsese                                                               | nominace  |
| San Diego Film Critics Society Awards                | 9. prosince 2019   | nejlepší mužský herecký výkon ve vedlejší roli   | Al Pacino                                                                     | nominace  |
| San Diego Film Critics Society Awards                | 9. prosince 2019   | nejlepší mužský herecký výkon ve vedlejší roli   | Joe Pesci                                                                     | vítězství |
| San Diego Film Critics Society Awards                | 9. prosince 2019   | nejlepší adaptovaný scénář                       | Steven Zaillian                                                               | 2. místo  |
| San Diego Film Critics Society Awards                | 9. prosince 2019   | nejlepší střih                                   | Thelma Schoonmaker                                                            | nominace  |
| San Diego Film Critics Society Awards                | 9. prosince 2019   | nejlepší kamera                                  | Rodrigo Prieto                                                                | nominace  |
| San Diego Film Critics Society Awards                | 9. prosince 2019   | nejlepší výprava                                 | Bob Shaw                                                                      | nominace  |
| San Diego Film Critics Society Awards                | 9. prosince 2019   | nejlepší vizuální efekty                         |                                                                               | nominace  |
| San Diego Film Critics Society Awards                | 9. prosince 2019   | nejlepší obsazení                                | 2. místo                                                                      |           |
| San Francisco Bay Area Film Critics Circle Awards    | 16. prosince 2019  | nejlepší film                                    | nominace                                                                      |           |
| San Francisco Bay Area Film Critics Circle Awards    | 16. prosince 2019  | nejlepší režie                                   | Martin Scorsese                                                               | nominace  |
| San Francisco Bay Area Film Critics Circle Awards    | 16. prosince 2019  | nejlepší adaptovaný scénář                       | Steven Zaillian                                                               | nominace  |
| San Francisco Bay Area Film Critics Circle Awards    | 16. prosince 2019  | nejlepší mužský herecký výkon ve vedlejší roli   | Al Pacino                                                                     | nominace  |
| San Francisco Bay Area Film Critics Circle Awards    | 16. prosince 2019  | nejlepší mužský herecký výkon ve vedlejší roli   | Joe Pesci                                                                     | nominace  |
| San Francisco Bay Area Film Critics Circle Awards    | 16. prosince 2019  | nejlepší výprava                                 | Bob Shaw a Regina Graves                                                      | nominace  |
| San Francisco Bay Area Film Critics Circle Awards    | 16. prosince 2019  | nejlepší střih                                   | Thelma Schoonmaker                                                            | nominace  |
| Satellite Awards                                     | 19. prosince 2019  | nejlepší mužský herecký výkon ve vedlejší roli   | Joe Pesci                                                                     | nominace  |
| Satellite Awards                                     | 19. prosince 2019  | nejlepší adaptovaný scénář                       | Steven Zaillian                                                               | nominace  |
| Satellite Awards                                     | 19. prosince 2019  | nejlepší střih                                   | Thelma Schoonmaker                                                            | nominace  |
| Satellite Awards                                     | 19. prosince 2019  | nejlepší kamera                                  | Rodrigo Prieto                                                                | nominace  |
| Satellite Awards                                     | 19. prosince 2019  | nejlepší skladatel                               | Robbie Robertson                                                              | nominace  |
| Satellite Awards                                     | 19. prosince 2019  | nejlepší vizuální efekty                         | Pablo Helman                                                                  | nominace  |
| Cena Sdružení filmových a televizních herců          | 19. ledna 2020     | nejlepší obsazení                                |                                                                               | nominace  |
| Cena Sdružení filmových a televizních herců          | 19. ledna 2020     | nejlepší mužský herecký výkon ve vedlejší roli   | Al Pacino                                                                     | nominace  |
| Cena Sdružení filmových a televizních herců          | 19. ledna 2020     | nejlepší mužský herecký výkon ve vedlejší roli   | Joe Pesci                                                                     | nominace  |
| Cena Sdružení filmových a televizních herců          | 19. ledna 2020     | nejlepší kaskadérský tým                         |                                                                               | nominace  |
| Seattle Film Critics Society Awards                  | 16. prosince 2019  | nejlepší film                                    |                                                                               | nominace  |
| Seattle Film Critics Society Awards                  | 16. prosince 2019  | nejlepší režie                                   | Martin Scorsese                                                               | nominace  |
| Seattle Film Critics Society Awards                  | 16. prosince 2019  | nejlepší mužský herecký výkon v hlavní roli      | Robert De Niro                                                                | nominace  |
| Seattle Film Critics Society Awards                  | 16. prosince 2019  | nejlepší mužský herecký výkon ve vedlejší roli   | Joe Pesci                                                                     | nominace  |
| Seattle Film Critics Society Awards                  | 16. prosince 2019  | nejlepší obsazení                                |                                                                               | nominace  |
| Seattle Film Critics Society Awards                  | 16. prosince 2019  | nejlepší scénář                                  | Steven Zaillian                                                               | nominace  |
| Seattle Film Critics Society Awards                  | 16. prosince 2019  | nejlepší střih                                   | Thelma Schoonmaker                                                            | nominace  |
| Seattle Film Critics Society Awards                  | 16. prosince 2019  | nejlepší výprava                                 | Bob Shaw a Regina Graves                                                      | nominace  |
| Seattle Film Critics Society Awards                  | 16. prosince 2019  | nejlepší vizuální efekty                         | Pablo Helman, Leandro Estebecorena, Stephane Grabli a Nelson Sepulveda-Fauser | nominace  |
| Seattle Film Critics Society Awards                  | 16. prosince 2019  | nejlepší zloduch                                 | Joe Pesci                                                                     | nominace  |
| St. Louis Film Critics Association Awards            | 15. prosince 2019  | nejlepší film                                    |                                                                               | nominace  |
| St. Louis Film Critics Association Awards            | 15. prosince 2019  | nejlepší režie                                   | Martin Scorsese                                                               | nominace  |
| St. Louis Film Critics Association Awards            | 15. prosince 2019  | nejlepší mužský herecký výkon ve vedlejší roli   | Al Pacino                                                                     | nominace  |
| St. Louis Film Critics Association Awards            | 15. prosince 2019  | nejlepší mužský herecký výkon ve vedlejší roli   | Joe Pesci                                                                     | 2. místo  |
| St. Louis Film Critics Association Awards            | 15. prosince 2019  | nejlepší adaptovaný scénář                       | Steven Zaillian                                                               | vítězství |
| St. Louis Film Critics Association Awards            | 15. prosince 2019  | nejlepší kamera                                  | Rodrigo Prieto                                                                | nominace  |
| St. Louis Film Critics Association Awards            | 15. prosince 2019  | nejlepší střih                                   | Thelma Schoonmaker                                                            | 2. místo  |
| St. Louis Film Critics Association Awards            | 15. prosince 2019  | nejlepší výprava                                 | Bob Shaw                                                                      | nominace  |
| St. Louis Film Critics Association Awards            | 15. prosince 2019  | nejlepší vizuální efekty                         | Pablo Helman                                                                  | nominace  |
| Toronto Film Critics Association Awards              | 8. prosince 2019   | nejlepší film                                    |                                                                               | 2. místo  |
| Toronto Film Critics Association Awards              | 8. prosince 2019   | nejlepší mužský herecký výkon ve vedlejší roli   | Joe Pesci                                                                     | 2. místo  |
| Toronto Film Critics Association Awards              | 8. prosince 2019   | nejlepší režie                                   | Martin Scorsese                                                               | 2. místo  |
| Toronto Film Critics Association Awards              | 8. prosince 2019   | nejlepší scénář                                  | Steven Zaillian                                                               | vítězství |
| USC Scripter Award                                   | 25. ledna 2020     | —                                                |                                                                               | nominace  |
| Vancouver Film Critics Circle Awards                 | 16. prosince 2019  | nejlepší film                                    | nominace                                                                      |           |
| Vancouver Film Critics Circle Awards                 | 16. prosince 2019  | nejlepší režie                                   | Martin Scorsese                                                               | nominace  |
| Vancouver Film Critics Circle Awards                 | 16. prosince 2019  | nejlepší mužský herecký výkon ve vedlejší roli   | Joe Pesci                                                                     | nominace  |
| Visual Effects Society Awards                        | 29. ledna 2020     | nejlepší vedlejší vizuální efekty (reálný film)  | Pablo Helman, Mitchell Ferm, Jill Brooks, Leandro Estebecorena, Jeff Brink    | vítězství |
| Visual Effects Society Awards                        | 29. ledna 2020     | nejlepší vizuální efekty (složení – reálný film) | Nelson Sepulveda-Fauser, Vince Papaix, Benjamin O'Brien, Christopher Doerhoff | vítězství |
| Washington D.C. Area Film Critics Association Awards | 8. prosince 2019   | nejlepší film                                    |                                                                               | nominace  |
| Washington D.C. Area Film Critics Association Awards | 8. prosince 2019   | nejlepší režie                                   | Martin Scorsese                                                               | nominace  |
| Washington D.C. Area Film Critics Association Awards | 8. prosince 2019   | nejlepší mužský herecký výkon v hlavní roli      | Robert De Niro                                                                | nominace  |
| Washington D.C. Area Film Critics Association Awards | 8. prosince 2019   | nejlepší mužský herecký výkon ve vedlejší roli   | Al Pacino                                                                     | nominace  |
| Washington D.C. Area Film Critics Association Awards | 8. prosince 2019   | nejlepší mužský herecký výkon ve vedlejší roli   | Joe Pesci                                                                     | nominace  |
| Washington D.C. Area Film Critics Association Awards | 8. prosince 2019   | nejlepší obsazení                                |                                                                               | nominace  |
| Washington D.C. Area Film Critics Association Awards | 8. prosince 2019   | nejlepší adaptovaný scénář                       | Steven Zaillian                                                               | nominace  |
| Washington D.C. Area Film Critics Association Awards | 8. prosince 2019   | nejlepší kamera                                  | Rodrigo Prieto                                                                | nominace  |
| Washington D.C. Area Film Critics Association Awards | 8. prosince 2019   | nejlepší střih                                   | Thelma Schoonmaker                                                            | nominace  |
| Writers Guild of America Awards                      | 1. února 2020      | nejlepší adaptovaný scénář                       | Steven Zaillian                                                               | nominace  |